# Ankum
Ankum là một đô thị của huyện Osnabrück, bang Niedersachsen, Đức. Đô thị này có diện tích 66,32 km².